# Fašist (žaljivka)
Beseda fašist se je uporabljala kot slabšalni izraz proti številnim ljudem, političnim gibanjem, vladam in institucijam od pojava fašizma v Evropi v dvajsetih letih dvajsetega stoletja. Politični komentatorji tako na levi kot na desni so svoje nasprotnike že v letih pred drugo svetovno vojno obtoževali fašizma. Komunistična internacionala je leta 1928 svoje socialdemokratske nasprotnike označila za socialne fašiste, medtem ko so socialdemokrati sami in tudi nekatere stranke na politični desnici komuniste obtožili, da so pod vodstvom Josifa Stalina postali fašisti. V paktu Molotov-Ribbentrop je The New York Times 18. septembra 1939 izjavil, da je "Hitlerizem rjavi komunizem, stalinizem pa rdeči fašizem." Leta 1944 je antifašistični in socialistični pisatelj George Orwell komentiral za Tribune, da je fašizem postal skoraj nesmiselen zaradi njegove običajne rabe kot žalitve proti različnim ljudem in domneval, da je v Angliji fašist postal simbol za nasilneža.
Med hladno vojno so nekdanji zavezniki iz druge svetovne vojne Sovjetsko zvezo označevali kot totalitarno državo skupaj s fašistično nacistično Nemčijo, da bi pretvorili antifašizem pred drugo svetovno vojno v povojni antikomunizem in okrepili razprave o primerjavi nacizma in stalinizma. Obe strani v hladni vojni sta uporabljali tudi izraza fašist in fašizem proti drugi. V Sovjetski zvezi so izraze uporabljali za opis protisovjetskega aktivizma, Vzhodna Nemčija pa je Berlinski zid uradno imenovala "protifašistični zaščitni zid". V vzhodnem bloku je izraz antifašist postal simbol za komunistično državno-partijsko linijo in je označeval boj proti disidentom in širšemu zahodnemu svetu. V Združenih državah Amerike so zgodnji zagovorniki agresivne zunanje politike in domačih protikomunističnih ukrepov v štiridesetih in petdesetih letih dvajsetega stoletja označili Sovjetsko zvezo za fašistično državo in izjavili, da predstavlja enako grožnjo, kot so jo med drugo svetovno vojno predstavljale sile osi. Z obtožbami, da je sovražnik fašističen, so utemeljevali nasprotovanje pogajanjem in kompromisom z argumentom, da bo sovražnik vedno ravnal podobno kot Adolf Hitler ali nacistična Nemčija v tridesetih letih dvajsetega stoletja.
Po koncu hladne vojne se je uporaba fašista kot žaljivke nadaljevala v političnem spektru v mnogih državah. Tisti, ki so jih njihovi nasprotniki v 21. stoletju označili za fašiste, so udeleženci evromajdanskih demonstracij v Ukrajini, hrvaška vlada, nekdanji predsednik ZDA Donald Trump in privrženci Sebastiána Piñere v Čilu. 